# Dave Cockrum
Dave Cockrum (Pendleton, Oregon, 1943. november 11. – Belton, Dél-Karolina, 2006. november 26.) amerikai képregényrajzoló. Részt vett olyan, azóta is népszerű karakterek megalkotásában mint Vihar, Árnyék és Kolosszus. Dave Cockrum 2006. november 26-ra virradó reggel hunyt el otthonában előrehaladott cukorbetegsége miatt.

## Életrajza
Dave Cockrum 1943. november 11-én született az Egyesült Államokban, az Oregon állambeli Pendleronban. Apja az Egyesült Államok Légierejénél szolgált alezredesi rangban, ezért sokat költöztek, de ennek köszönhetően közelebbről is megismerkedhetett a repülőgépekkel. Fiatalon ismerkedett meg a képregényekkel, köztük a Marvel Kapitánnyal és a Blackhawkkal. Saját bevallása szerint azért lett a kedvenc repülőgép típusa az F-90-es mert a Blackhawk pilótái is ezekkel repültek. A képregényekhez való vonzódása nem csupán rajongás volt, ezért iskolájában a művészeti szakot helyezte előtérbe.
Iskolái befejezése után hat évig szolgált a haditengerészet kötelékében, majd miután leszerelt New Yorkban a Warren Publishingnél helyezkedett el. Később Murphy Anderson asszisztense lett, mint kihúzó. Anderson ekkor olyan lapokon dolgozott a DC Comicsnál, mint a Superman és a Superboy.
A Marvel Comicsnál Cocrum és Len Wein megalkotta az új X-Men csapatát, és köztük olyan karaktereket mint Vihar, Árnyék és Kolosszus. Az új karakterek első szereplése a Giant-Size X-Men első számában volt, a „második teremtés” című történetben 1975-ben, majd az újraindított Uncanny X-Men 94. számától rendszeresen szerepeltek. Wein másfél szám után elhagyta a sorozatot, helyére Chris Claremont került. Cockrum egészen 1977-ig maradt a lapnál (a 94. és 105., valamint a 107. résznél mint rajzoló), mikor John Byrne rajzoló váltotta fel a 108. résznél. Byrne 1981-ben a 144. szám után kivált a csapatból és Cockrum ismét visszatért de csupán két évre.
Utolsó éveiben Cockrum egyre kevesebbet dolgozott képregényeken. 2004-ben súlyos állapotban, tüdőgyulladással szállították egy bronxi kórházba. Néhány munkatársa Clifford Meth és a Silver Bullet Comics vezetésével gyűjtést szerveztek a támogatására. Az árverést a Heritage Comics vezette a Wizard World chicagói összejövetelén, és közel 25 000 $-t sikerült gyűjteniük. A Marvel szintén bejelentette, hogy további kárpótlást ad Cockrumnak az azóta nagy sikereket elért új X-Men csapatának megalkotásában való munkájáért.
Úgy tervezték, hogy Cockrum a Giant-Size X-Men harmadik számában egy kilenc oldalas történet rajzolója lesz, de romló egészségi állapota megakadályozta ebben.
Dave Cockrum 63 éves korában, 2006. november 26-ra virradó reggel hunyt el beltoni otthonában előrehaladott cukorbetegsége és az abból adódó szövődmények miatt. Halálának hírét Clifford Meth jelentette be rajongóinak és tisztelőinek a Nightscrawler internetes fórumon. Felesége Paty, nyilatkozata szerint, férje kívánsága szerint nem lesz nyilvános temetése, hamvait birtokán szórják szét.

## Tények és érdekességek
- Az X-Men: Az ellenállás vége című film könyv változatában a történet eseményei alatt az Egyesült Államok elnökének neve David Cockrum.